# Faroski kantaduri
Faroski kantaduri, muško su pjevačko društvo s otoka Hvara. Njeguju tradiciju sakralnog i pučkog pjevanja Staroga Grada na otoku Hvaru.

## O Faroskim kantadurima
U svojoj bogatoj i raznolikoj kulturnoj povijesti, otok Hvar je nositelj onog ponajboljeg mediteranskog kulturnog naslijeđa i tradicije. Početci njegove kulture sežu u davna vremena još od starih Grka, Rimljana, Ilira do Hrvata. To veliko bogatstvo dobilo je izraz u svim oblicima umjetnosti među kojima glazba, kao jedan od oblika pučkog izričaja, zauzima posebno mjesto. Predstavljajući ovu bogatu kulturnu, crkvenu baštinu pučke glazbene tradicije, jedinstvenu u svjetskim razmjerima, Faroski kantaduri nastoje prikazati samo dio bogate pučke glazbene tradicije otoka Hvara. Nastali su na temeljima klape Garmica koja je osnovana 1969. godine.
Faroski kantaduri su svojim kontinuitetom djelovanja oteli zaboravu mnoge izvorne napjeve njegujući tradiciju, prije svega, spontanog klapskog višeglasnog pjevanja. Kantaduri njeguju glazbeno naslijeđe svjetovnog, ali i religioznog karaktera pa se može, ugrubo reći da njeguju napjeve nastale “od oltara do konobe“. Za izvođenje napjeva Puče moj možemo reći da spada u ponajbolje primjere pučke glazbene tradicije na cijeloj hrvatskoj jadranskoj obali. Izvođenje je zamišljeno na način kako se izvode oratoriji u crkvama s izvjesnim specifičnim scenskim pokretom što ga izuzima iz čistog oratorijskog načina prezentiranja glazbe. Godine 2000. snimili su CD s korizmenim napjevima iz Staroga Grada i Vrbanja na otoku Hvaru pod nazivom Za križem koji je 2002. godine doživio reizdanje od Arcana-e, renomirane diskografske kuće iz Pariza, specijalizirane za staru glazbu. Tekst napjeva s CD-a, Arcana prevodi na pet svjetskih jezika, a dostupan je na tržištu 17 država svijeta.
Njegujući izvorne pučke i sakralne napjeve svojega otoka, tijekom proteklog razdoblja Faroski kantaduri izrasli su u jedan od kvalitetnijih amaterskih vokalnih ansambla u Hrvatskoj. Godine 2000. o Faroskim kantadurima je snimljen 45-to minutni dokumentarni film Sveti glasovi scenarista i redatelja Petra Krelje. Godine 2004. izdaju CD Starogrojčice sa starim, skoro zaboravljenim, dalmatinskim pjesmama u izvorno pučkom izričaju. Napjevi predstavljeni na tom CD-u tipični su primjeri pjevanja u literaturi opisanog terminom spontano klapsko pjevanje ili «kantonje po uhu». Na spomenutim CD-ima je zabilježen jedan manji dio sveukupne glazbene baštine, te je u okviru projekta očuvanja kulturne baštine. Godine 2008. izdan je novi CD Faroskih kantadura s kolendarskim i božićnim pjesmama pod nazivom Kad se Bog čovik učini.
Faroski kantaduri su izvedbama koncerta "Za križem" osim u Hrvatskoj gostovali u 30 zemalja Europe i Amerike, te nastupali na vodećim svjetskim festivalima stare i sakralne glazbe iz kojih valja svakako izdvojiti nastup 2000. godine na festivalu sakralne glazbe Sacred voices (Sveti glasovi) u Londonu. Spomenuti festival okupljao je izvođače iz raznih dijelova svijeta koji su predstavljali pojedine religije, a Faroski kantaduri bili su jedini predstavnici katoličanstva. Treba spomenuti nastupe 2006. na Festivalu stare i sakralne glazbe u francuskom Ambronay-u i 2009. godine u Kanadi na svjetski poznatom festivalu sakralne glazbe Quebec Festival of Sacred Music. Na festivalima u Belgiji gostuju dva puta 2012. godine, u Muziekcentrum De Bijloke – Gent te u Antwerpenu u AMUZ-u međunarodnom glazbenom centru za kulturne, obrazovne i istraživačke aktivnosti.
Osim na spomenutim festivalima koncert Za križem je izveden još u:
- SAD-u: u New Yorku, New Jerseyju, Betlehemu i Steeltonu
- Kanadi: u Torontu, Mississaguai, Norvalu, Oakvilleu
- Francuskoj; u Parizu i Lyonu
- Italiji: u Rimu, Milanu, Vicenzi i Vatikanu
- Njemačkoj: u Berlinu, Münchenu i Potsdamu
- Španjolskoj: u Madridu, Salamanci, Ciudad Realu, San Fernandu, te na Mallorci i Ibizi
- Grčkoj: u Argostoliu, Nafpaktosu – Lepantu i Patrasu, Europskoj prijestolnici kulture za 2006. godinu.

Brojni su još nastupi po mjestima i gradovima Švedske, Nizozemske, Češke, Austrije, Mađarske, Slovenije, Bosne i Hercegovine, Crne Gore, Srbije i Hrvatske.
Faroskim kantadurima je iskazana čast da u ime hrvatskog naroda predstave Europi kulturu i tradiciju hrvatske glazbene baštine. Na prepunom Trgu Bana Josipa Jelačića izveli su "Puče moj" u večeri primanja Republike Hrvatske u Europski uniju. Od 2014. godine, zadnje subote u svibnju u Starom Gradu, na Trgu sv. Stjepana – Pjaci, Faroski kantaduri organiziraju susret klapa otoka Hvara pod nazivom „Večer od kantonjo“. Večer od kantonjo je zamišljena kao večer izvornih napjeva, tako da svaka klapa izvodi po dva napjeva iz svog mjesta. Po uzoru na „Večer od kantonjo“ od 2019. godine počinju organizirati i „Večer od kolijendonjo“, susret klapa otoka Hvara na kojem se izvode tradicijske kolende s otoka Hvara. Godine 2017. izdaju četvrti nosač zvuka pod nazivom „Ne pitam ti srebro, biser“ s ljubavnim pjesmama iz Staroga Grada. Godine 2019. ponovno snimaju CD s tradicijskim korizmenim napjevima Staroga Grada i Vrbanja, i te iste godine u listopadu nastupaju u Egiptu, kao predstavnici Hrvatske, na Forumu pod nazivom Here we pray together. Činjenica da su Faroski kantaduri nastupali više od 30 puta izvan Republike Hrvatske, te izveli više od 190 cjelovečernjih koncerata, nepobitno govori u prilog o Faroskim kantadurima kao stvarnom hrvatskom brandu i promicateljima hrvatske kulture u svijetu.

## Priznanja
- Za uspjehe u svome radu, 1999. godine, Faroski su kantaduri dobili i priznanje od Grada Starog Grada za neprekidni tridesetogodišnji rad i djelovanje te vrijedan, nesebičan i izniman doprinos u njegovanju, očuvanju i promicanju kulturne baštine grada Starog Grada, izvornog načina pjevanja dalmatinskih pjesama i crkvenih napjeva Velikog tjedna.
- Na festivalu Midem u Cannes-u 2002., nosač zvuka Za Križem, dobiva najbolju moguću ocjenu, 5 zvjezdica za kvalitetu izrade CD-a i kvalitetu izvođenja.
- 2003. godine, Splitsko – dalmatinska županija dodijelila im je županijsku nagradu za izniman doprinos u očuvanju i njegovanju tradicije pučkog crkvenog pjevanja izvornih dalmatinskih napjeva.
- Prigodom 10-te obljetnice djelovanja, godine 2005. izdana je monografija Faroski kantaduri.
- Od 2013. godine Faroski kantaduri su nositelji oznake HOP – Hrvatski otočni proizvod.